# Lillie Langtry
Lillie Langtry, nacida como Emilie Charlotte Le Breton (Jersey, 13 de octubre de 1853-Montecarlo, 12 de febrero de 1929), fue una actriz y activista sufragista británica. Independientemente de su carrera como actriz, es conocida por ser una de las primeras celebridades sociales, que se hizo muy popular debido al seguimiento que hizo la prensa de sus relaciones amorosas con personalidades importantes de su época.  
Contrajo matrimonio con Edward Langtry en 1874, de quien tomó el apellido y le sirvió para acceder al exclusivo círculo de las clases altas del Londres victoriano. Fue amante del Príncipe de Gales (el futuro rey Eduardo VII de Inglaterra), del conde de Shrewsbury, y de Luis de Battenberg.
Como actriz, actuó para diversas audiencias en Inglaterra y los Estados Unidos, logrando un gran éxito, particularmente con la obra de Shakespeare Como gustéis. Fue miembro de la Actresses' Franchise League en defensa del derecho al voto de las mujeres.

## Biografía
Nacida en 1853 como Emilie Charlotte Le Breton, Langtry era la única hija del reverendo William Corbet Le Breton y de su esposa Emilie Martin, que era conocida por su belleza. Se fugaron a Gretna Green (localidad del sur de Escocia conocida en su época por servir de refugio de citas clandestinas), y se casaron en 1842 en Chelsea. Emilie Charlotte nació en el rectorado de la iglesia parroquial de Saint Saviour de la isla de Jersey, donde su padre era rector y deán.
Emilie era la sexta de siete hijos. Todos sus hermanos eran varones: Francis Corbet Le Breton (1843), William Inglis Le Breton (1846), Trevor Alexander Le Breton (1847), Maurice Vavasour Le Breton (1849), Clement Martin Le Breton (10 de enero de 1851-1 de julio de 1927), y Reginald Le Breton (1855-1876). Cuando murió, William fue su último hermano sobreviviente. Uno de sus antepasados fue Richard le Breton, uno de los asesinos reconocidos en 1170 de Thomas Becket.
Su institutriz francesa nunca pudo manejarla, así que Lillie fue educada por el tutor de sus hermanos. Esto le permitió obtener una educación mejor que la de la mayoría de las mujeres de su época. Su padre era el deán de Jersey, pero se ganó una mala reputación debido a varios asuntos extramaritales. Cuando su esposa Emilie finalmente lo abandonó en 1880, Corbet dejó Jersey.

### Desde Jersey hacia Londres

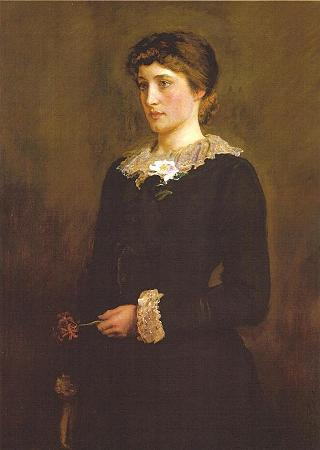
A Jersey Lily por Millais

El 6 de marzo de 1874, Lillie, de 20 años, se casó con un terrateniente irlandés de 30 años, Edward Langtry, un viudo, que había estado casado con Jane Frances Price (hermana de Elizabeth Frances Price, casada con William, hermano de Lillie.) Realizaron la recepción de su boda en The Royal Yacht Hotel en Saint Helier, Jersey. Langtry era lo suficientemente rico como para poseer un yate, y Lillie insistió en que fueran a vivir lejos de las Islas del Canal. Finalmente, alquilaron un apartamento en Eaton Place (Belgravia, Londres), antes de trasladarse a la calle Norfolk 17 de Park Lane.
En una entrevista publicada en varios periódicos (incluyendo el Brisbane Herald) en 1882, Lillie Langtry dijo:

“Fue a través de Thomas Heron Jones, séptimo vizconde 'Ranelagh' (Lord Raneleigh) y del pintor Frank Miles que me presentaron por primera vez a la sociedad londinense. Fui a Londres, conducida por mis amigos. Entre los más entusiastas estaba el Sr. Frank Miles, el artista. Después supe que me vio una noche en el teatro y trató en vano de descubrir quien era yo. Fue a sus clubs, contando a sus amigos artistas haber visto una belleza, y me describió a todos los que conocía, hasta que un día uno de sus amigos me encontró y fue presentado debidamente. Entonces el señor Miles vino y me rogó que posara para mi retrato. Consentí, y cuando terminó el retrato lo vendió al príncipe Leopoldo. Desde entonces me invitaron en todas partes y me presentaron muchos de los miembros de la familia real y de la nobleza. Después de Frank Miles, posé para [John Everett] Millais y Burne Jones y entonces Frith estaba poniendo mi rostro en uno de sus grandes cuadros."

Lord Raneleigh, un amigo de su padre y cuñado, invitó a Lillie Langtry a una recepción de la alta sociedad en casa de Lord y Lady Sebright en Belgravia, en la que llamó la atención por su belleza e ingenio. Langtry estaba de luto por su hermano menor, que había muerto en un accidente montando a caballo, por lo que, en contraste con la ropa más elaborada de la mayoría de las mujeres, llevaba un simple vestido negro (que se convertiría en su marca personal) y ninguna joya. Antes del final de la noche, Frank Miles había completado varios bocetos de Lillie, que después se harían muy populares en las postales. Otro invitado, Sir John Everett Millais, también nacido en Jersey, finalmente pintó su retrato. El apodo de Langtry, "Jersey Lily", fue tomado de la flor del lirio de Jersey (Amaryllis belladonna), un símbolo de Jersey. El apodo fue popularizado por el retrato de Millais, titulado "A Jersey Lily" (según la tradición, los dos oriundos de Jersey hablaron en jèrriais durante las sesiones de posado). La pintura causó gran expectación cuando se exhibió en la Royal Academy. Langtry fue retratada sosteniendo un Guernsey lily (Nerine sarniensis) en vez de un auténtico lirio de Jersey, pues no estaba disponible durante las sesiones. También posó para Sir Edward Poynter y aparece en trabajos de Sir Edward Burne-Jones. Se convirtió en una personalidad muy solicitada en la sociedad de Londres, y le llovían las invitaciones. Su fama pronto llegó a oídos reales.

## Vida personal

### Amante real

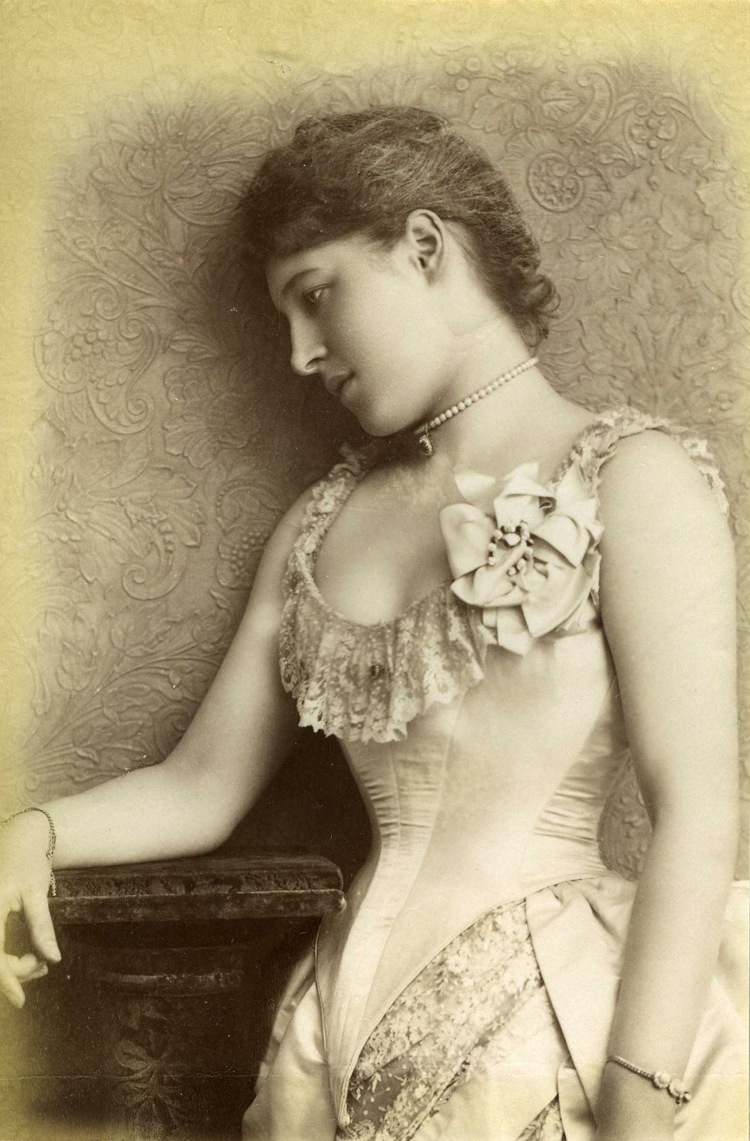
Fotografía de Langtry, obra de William Downey (agosto de 1885)

El Príncipe de Gales, Alberto Eduardo (conocido por su círculo familiar como "Bertie", quien más tarde sería rey con el nombre de Eduardo VII de Inglaterra), dispuso sentarse junto a Langtry en una cena ofrecida por Sir Allen Young el 24 de mayo de 1877. (Su marido Edward estaba sentado al otro extremo de la mesa). El príncipe estaba casado con la princesa Alejandra y tenía seis hijos. El príncipe, un conocido mujeriego, se enamoró de Langtry, que pronto se convirtió en su amante semioficial. Fue presentada a la madre del príncipe, la Reina Victoria, desarrollándose finalmente una relación cordial entre Langtry y la princesa Alejandra.
La relación física de Lillie con el príncipe terminó cuando quedó embarazada, probablemente por su viejo amigo Arthur Jones, con quien viajó a París para el nacimiento de una niña, Jeanne Marie, en marzo de 1881.
En julio de 1879, Langtry comenzó una relación con el Conde de Shrewsbury; en enero de 1880, Langtry y el conde estaban planeando fugarse. En el otoño de 1879, se publicaron rumores en la publicación Town Talk de que su esposo se divorciaría de ella y que citaría a declarar, entre otros, al Príncipe de Gales como implicado. El periodista que había firmado el artículo, Adolphus Rosenberg, había escrito también otra información sobre la señora Cornwallis-West, lo que resultó en que su marido lo demandara por difamación. En este punto, el Príncipe de Gales dio instrucciones a su abogado George Lewis para presentar otra demanda contra Rosenburg, que acabó declarándose culpable de los dos cargos presentados contra él y fue condenado a 2 años de prisión.
Durante algún tiempo, el Príncipe vio poco a Langtry. Seguía añorándola y habló bien de ella en su carrera posterior como actriz de teatro, usando su poder como monarca para ayudarla y animarla. Sin embargo, al dejar de ser la favorita real, los acreedores comenzaron a reclamar sus deudas. Las finanzas de Langtry no coincidían con su opulento estilo de vida. En octubre de 1880, tuvo que vender muchas de sus posesiones para hacer frente a sus deudas, evitando que su marido Edward Langtry se declarase en bancarrota.

### Hija

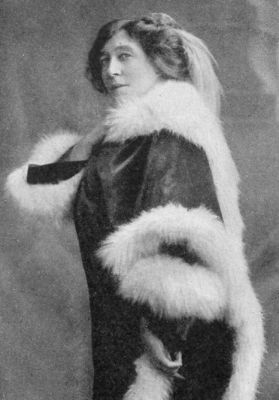
Langtry como Lady de Bathe, hacia 1915

En abril de 1879, Langtry tuvo un romance con el Príncipe Luis de Battenberg, mientras mantenía una relación con Arthur Clarence Jones (1854-1930), un viejo amigo. En junio de 1880 quedó embarazada. Su marido no era el padre; y Lillie indujo al príncipe Luis a creer que él lo era. Cuando el príncipe se lo comunicó a sus padres, lo asignaron al buque de guerra HMS Inconstant. El príncipe de Gales le dio una suma de dinero, y Langtry fue de nuevo a París, acompañada por Arthur Jones. El 8 de marzo de 1881, dio a luz a una hija, a quien llamó Jeanne Marie.
El descubrimiento en 1978 de las cartas apasionadas de Langtry a Arthur Jones y su publicación por Laura Beatty en 1999 apoyan la idea de que Jones era el padre de su hija. Es sabido que posteriormente el hijo del Príncipe Luis, Luis Mountbatten (1900-1979), siempre sostuvo que su padre era también el padre de Jeanne Marie.
En 1902, Jeanne Marie se casó con el político escocés, Sir Ian Malcolm en la Iglesia de Santa Margarita (Westminster). Tuvieron cuatro hijos, tres niños y una niña. Lady Malcolm murió en 1964. Su hija Mary Malcolm fue una de las dos primeras presentadoras de la BBC One entre 1948 y 1956. Murió el 13 de octubre de 2010, con 92 años. El segundo hijo de Jeanne Marie, Víctor Neill Malcolm, se casó con la actriz inglesa Ann Todd. Se divorciaron a finales de la década de 1930. Malcolm se volvió a casar en 1942 con una estadounidense, Mary Ellery Channing.

## Carrera como actriz y productora teatral

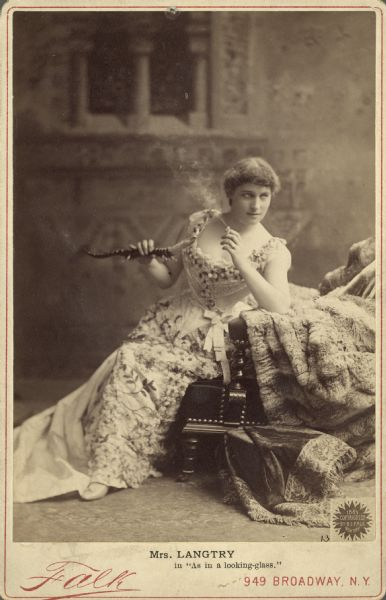
Lillie Langtry caracterizada como la aventurera Lena Despard para la obra teatral de 1887 "As in a Looking-Glass" (Como en un espejo)

En 1881, Lillie necesitaba dinero. Su amigo Oscar Wilde le sugirió probar en los escenarios, y Lillie se embarcó en una carrera teatral. Probó por primera vez para una producción de aficionados en el Ayuntamiento de Twickenham el 19 de noviembre de 1881. Era una comedia en dos actos titulada "A Fair Encounter" (Un Encuentro Justo), con Henrietta Labouchère en el otro papel principal, tutelando la actuación de Langtry. Labouchère había sido una actriz profesional (Henrietta Hodson) antes de conocer y casarse con el miembro del parlamento por el partido Liberal Henry Labouchère. Después de obtener críticas favorables de este primer intento sobre el escenario, y con nuevo asesoramiento actoral, Langtry debutó ante el público londinense, interpretando a Kate Hardcastle en la obra "She Stoops to Conquer" (Ella se inclina para conquistar) en el Haymarket Theatre en diciembre de 1881. La opinión de los críticos estaba dividida, pero logró un gran éxito entre el público. Posteriormente actuó en la obra Our en el mismo teatro. Aunque su romance con el Príncipe de Gales había terminado, el futuro rey apoyó su nueva aventura asistiendo a varias de sus actuaciones y contibuyendo a atraer al público.
A principios de 1882, Langtry abandonó el equipo de producción en Haymarket y montó su propia compañía, viajando por el Reino Unido con varias obras de teatro. Todavía estaba bajo la tutela de Henrietta Labouchère.
El empresario estadounidense Henry Abbey organizó una gira por los Estados Unidos para Langtry. Llegó por barco en octubre de 1882 para ser recibida por la prensa y Oscar Wilde, que estaba en Nueva York durante una gira de conferencias. Su primera aparición era esperada con impaciencia, pero el teatro se incendió la noche anterior a la inauguración, y el espectáculo hubo de trasladarse a otro lugar y abrió la semana siguiente. Finalmente, su compañía de producción comenzó una gira de costa a costa de los EE. UU., terminando en mayo de 1883 con grandes beneficios. Antes de salir de Nueva York, protagonizó una agria ruptura con Henrietta Labouchère sobre la relación de Langtry con el estadounidense Frederick Gebhard.
Su primera gira por Estados Unidos (acompañada por Gebhard) fue un éxito enorme, que repitió en años posteriores. Mientras que los críticos generalmente denostaban sus interpretaciones de papeles como Pauline en "The Lady of Lyons" (La Dama de los Leones) o Rosalind en "As You Like It" (Como gustéis), el público la amaba. Después de su regreso de Nueva York en 1883, Langtry se inscribió en el Conservatorio de París durante seis semanas de formación intensiva para mejorar su técnica de actuación.
En 1889, interpretó el papel de Lady Macbeth en el  Macbeth  de Shakespeare. En 1903, protagonizó en Estados Unidos en "The Crossways" (Las Transversales), escrito por ella misma en colaboración con J. Hartley Manners, esposo de la actriz Laurette Taylor. Langtry volvió a los Estados Unidos, realizando giras en 1906 y otra vez en 1912, apareciendo en vodeviles. La última vez que apareció sobre un escenario en Estados Unidos fue en 1917. Posteriormente, ese mismo año, hizo su aparición final en el teatro en Londres.
De 1900 a 1903, con el apoyo financiero de Edgar Israel Cohen, se convirtió en arrendataria y gerente del Imperial Theatre de Londres, abriendo el 21 de abril de 1901, después de una amplia renovación del edificio. En el lugar que ocupó el teatro actualmente se halla el Westminster Central Hall.

## Carreras de caballos
Durante casi una década, de 1882 a 1891, Langtry tuvo una relación con un estadounidense, Frederick Gebhard, descrito como un joven miembro de clubes, deportista, propietario de caballos y admirador de la belleza femenina, tanto dentro como fuera del escenario. La riqueza de Gebhard fue heredada; su abuelo materno Thomas E. Davis fue uno de los propietarios de bienes raíces más ricos de Nueva York. Su abuelo paterno, el holandés Frederick Gebhard, llegó a Nueva York en 1800 y desarrolló una actividad mercantil que se expandió en negocios bancarios y ferroviarios.
Su padre murió cuando Gebhard tenía cinco años, y su madre murió cuando tenía unos diez. Él y su hermana, Isabelle, fueron criados por un tutor, su tío paterno William H Gebhard. Cuando Gebhard comenzó su relación con Langtry, él tenía 22 años y ella 29.
Durante su relación con Gebhard, Langtry se aficionó al deporte de las carreras de caballos purasangre. En 1885, Langtry y Gebhard llevaron una cuadra de caballos americanos para competir en Inglaterra. El 13 de agosto de 1888, viajaban en su vagón privado unido a un tren expreso del Erie Railroad con destino a Chicago. Otro vagón transportaba 17 de sus caballos, cuando el tren descarriló en Shohola, Pensilvania a la 1:40 de la madrugada. Cayó por un terraplén de 24 m de altura y estalló en llamas. Una persona murió en el fuego, junto con el caballo campeón de Gebhard "Eole" y otros 14 de sus caballos de carreras.
Dos caballos sobrevivieron al accidente, incluyendo a "Saint Saviour" (hermano de "Eole"), cuyo nombre era el de la iglesia de Jersey en la que su padre había sido rector, y donde Lillie dispuso ser enterrada tras su muerte.
A pesar de las especulaciones al respecto, Langtry y Gebhard nunca se casaron. En 1895, Gebhard se casó con Lulu Morris de Baltimore y se divorciaron en 1901. En 1905 se había casado con Marie Wilson; y Gebhard falleció en 1910.

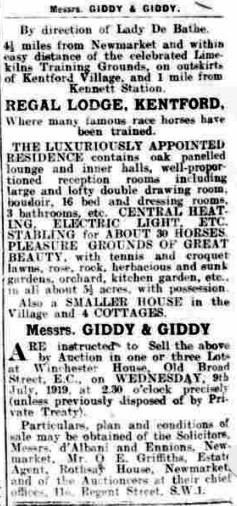
Anuncio de la venta de Regal Lodge (1919)

En 1889, Langtry conoció a "un excéntrico joven soltero, con vastas propiedades en Escocia, un gran ganadero, con un establo de carreras y más dinero del que podía saber qué hacer con él": era George Alexander Baird, o Squire Abington, como llegaría a ser conocido. Había heredado la fortuna de su abuelo, que con siete de sus hijos, había prosperado gracias al desarrollo de las industrias del carbón y del hierro.
Su padre había muerto cuando Baird era un muchacho, dejándole una fortuna en depósito. Además, heredó los bienes de dos tíos igualmente ricos que habían muerto sin hijos.
Langtry y Baird se conocieron durante una carrera de caballos cuando él le dio un boleto de apuestas y el dinero para que lo colocara a un caballo. El caballo ganó, y en una fiesta de almuerzo posterior, Baird también le ofreció como regalo un caballo llamado "Milford". Ella al principio se opuso, pero sus acompañantes en la mesa le aconsejaron que aceptara, ya que este caballo era un magnífico corredor. El caballo ganó varias carreras bajo los colores de Langtry; estaba registrado en "Jersey" (las mujeres no podían registrar caballos en aquella época).
Aunque de complexión física menuda, tosco y en ocasiones socialmente autoexcluido, Baird era un hombre obsesivo y brutal, y con frecuencia maltrató a Lillie. En una ocasión, en el otoño de 1891, la golpeó tan brutalmente que Langtry terminó en el hospital durante dos semanas. Para sorpresa de todos, en el momento en que ella se negó a presentar cargos, Baird se disculpó regalándole un yate de vapor, el "White Ladye", y 50.000 libras para pagar a la tripulación del barco. En los corrillos sociales, el yate siempre fue conocido irónicamente como el "Ojo morado".
La relación de Langtry con Baird duró desde 1891 hasta la muerte del millonario en marzo de 1893.
Cuando Baird murió, Langtry compró dos de sus caballos, "Lady Rosebery" y "Studley Royal", en la venta del reparto de su herencia. Trasladó su lugar de entrenamiento a los establos de Sam Pickering en Kentford House y tomó Regal Lodge como lugar de residencia en la aldea de Kentford, cerca de Newmarket. El edificio está a poca distancia del establecimiento original de cría de caballos de carreras de Baird, que posteriormente fue renombrado como Meddler Stud.
Langtry encontró mentores en el capitán James Octavius Machell y Joe Thompson, que le facilitaron la dirección de todas las materias relacionadas con las pistas de carreras. Cuando el preparador Pickering no logró resultados, trasladó su cuadra de 20 caballos a Fred Webb en Exning.

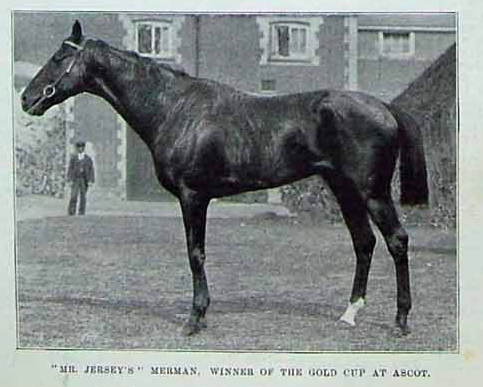
Merman. Caballo de Lillie Langtry, ganador de la Gold Cup en 1900

Cuando supo de un buen caballo llamado "Merman" puesto a la venta en Australia, lo compró y lo envió a Inglaterra. Estos viajes tan largos implicaban muchos riesgos, y ya había tenido una mala experiencia anterior con un caballo que llegó herido ("Maluma"). Sin embargo, "Merman" superó los peligros del viaje y se adaptó perfectamente a Inglaterra, siendo después considerado como uno de los mejores "stayers" (caballos para largas distancias) de su época. Consiguió ganar el Handicap de Lewes, el Cesarewitch, el Jockey Club Cup, el Goodwood Stakes, la Goodwood Cup, y la Ascot Gold Cup (con la monta del jockey Tod Sloan).
Langtry más tarde tuvo un segundo ganador del Cesarewitch con "Yentoi", y un tercer lugar con "Raytoi". Un caballo importado de Nueva Zelanda llamado "Uniform", ganó el Handicap Lewes para ella.
Otros entrenadores utilizados por Langtry fueron Jack Robinson, que entrenó en Foxhill en Wiltshire, y un muy joven Fred Darling cuyo primer gran éxito fue "Yentoi", con el Caesarwitch de 1908.
Langtry poseía una cuadra establecida en Gazely, Newmarket, con la que no tuvo demasiado éxito. Después de unos pocos años, renunció a sus intentos de criar purasangres. Langtry vendió Regal Lodge y todos sus intereses en las carreras de caballos en 1919 antes de mudarse a Mónaco. Regal Lodge había sido su casa durante veintitrés años, y en ella había recibido a muchos invitados célebres, entre los cuales figuraba el Príncipe de Gales.

## William Ewart Gladstone
Durante su carrera sobre los escenarios, entabló amistad con William Ewart Gladstone (1809-1898), primer ministro británico en cuatro ocasiones durante el reinado de la reina Victoria. En sus memorias, Langtry dice que conoció a Gladstone cuando estaba posando para su retrato en el estudio de Millais. Más tarde fueron amigos y se convirtió en un mentor para ella, dándole consejos como:

"En tu carrera profesional, recibirás ataques personales y críticos, justos e injustos. Tómalos, nunca contestes, y sobre todo, nunca te apresures a explicarte o defenderte."

En 1925, el capitán Peter Emmanuel Wright publicó un libro titulado "Portraits and Criticisms". En él, afirmaba que Gladstone tenía numerosos asuntos extramatrimoniales, incluyendo uno con Langtry. El hijo de Gladstone, Herbert Gladstone, escribió una carta llamando a Wright mentiroso, cobarde y estúpido; Wright lo demandó. Durante el juicio, un telegrama, enviado por Langtry desde Monte Carlo, fue leído en la corte diciendo: "Rehúso firmemente las acusaciones calumniosas de Peter Wright". El jurado falló en contra de Wright, afirmando que "la esencia de la carta del acusado del 27 de julio era verdadera" y que la evidencia justificaba los altos estándares morales del fallecido William E. Gladstone.

## Ciudadanía americana y divorcio

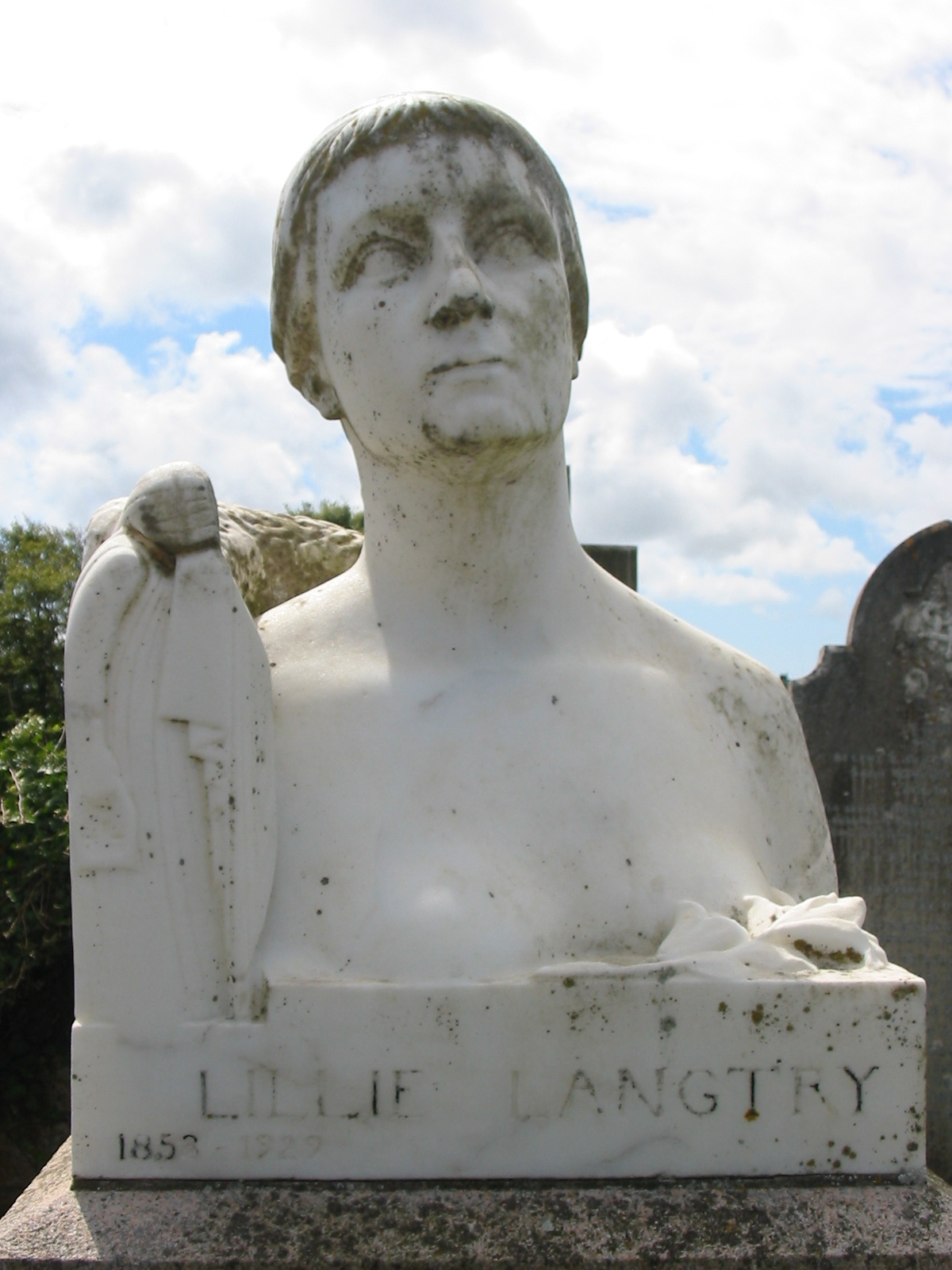
Tumba de Lillie Langtry en Saint Saviour, Jersey

En 1888, Langtry se convirtió en propietaria en los Estados Unidos cuando compró una bodega (que producía vino tinto) con un área de 17 km² de viñedos en el Condado de Lake (California), y que vendió en 1906. Manteniendo el nombre de las granjas de Langtry, la bodega y el viñedo siguen todavía en funcionamiento en Middletown (California).
Durante sus viajes a los Estados Unidos, Langtry se convirtió en ciudadana estadounidense y el 13 de mayo de 1897, se divorció de su marido, Edward Langtry, en Lakeport (California). Su propiedad de la tierra en Estados Unidos fue utilizada como evidencia durante el proceso de divorcio, con el objeto de ayudar a demostrar al juez que era una ciudadana del país.
En junio de ese año, Edward Langtry emitió una declaración en la que dio su versión de la historia, que fue publicada en el New York Journal.
Edward murió unos meses más tarde en un asilo, después de ser encontrado en estado de demencia en una estación de ferrocarril. La causa de la muerte se debió probablemente a una hemorragia cerebral después de una caída durante la travesía en un vapor desde Belfast a Liverpool. La investigación concluyó con un veredicto de muerte accidental. En una carta de condolencia escrita más tarde por Langtry a otra viuda, se puede leer: "Yo también he perdido a un marido, pero ¡ay!, no fue una gran pérdida."
Langtry siguió siendo partícipe de las propiedades irlandesas de su marido tras la muerte de este. Debió comprarlas obligatoriamente en 1928 debido a la entrada en vigor del "Acta de las Tierras de Irlanda del Norte" de 1925, motivada por la Partición de Irlanda, con el propósito del gobierno de transferir ciertas tierras de sus dueños a sus tenedores reales.

## Hugo Gerald de Bathe

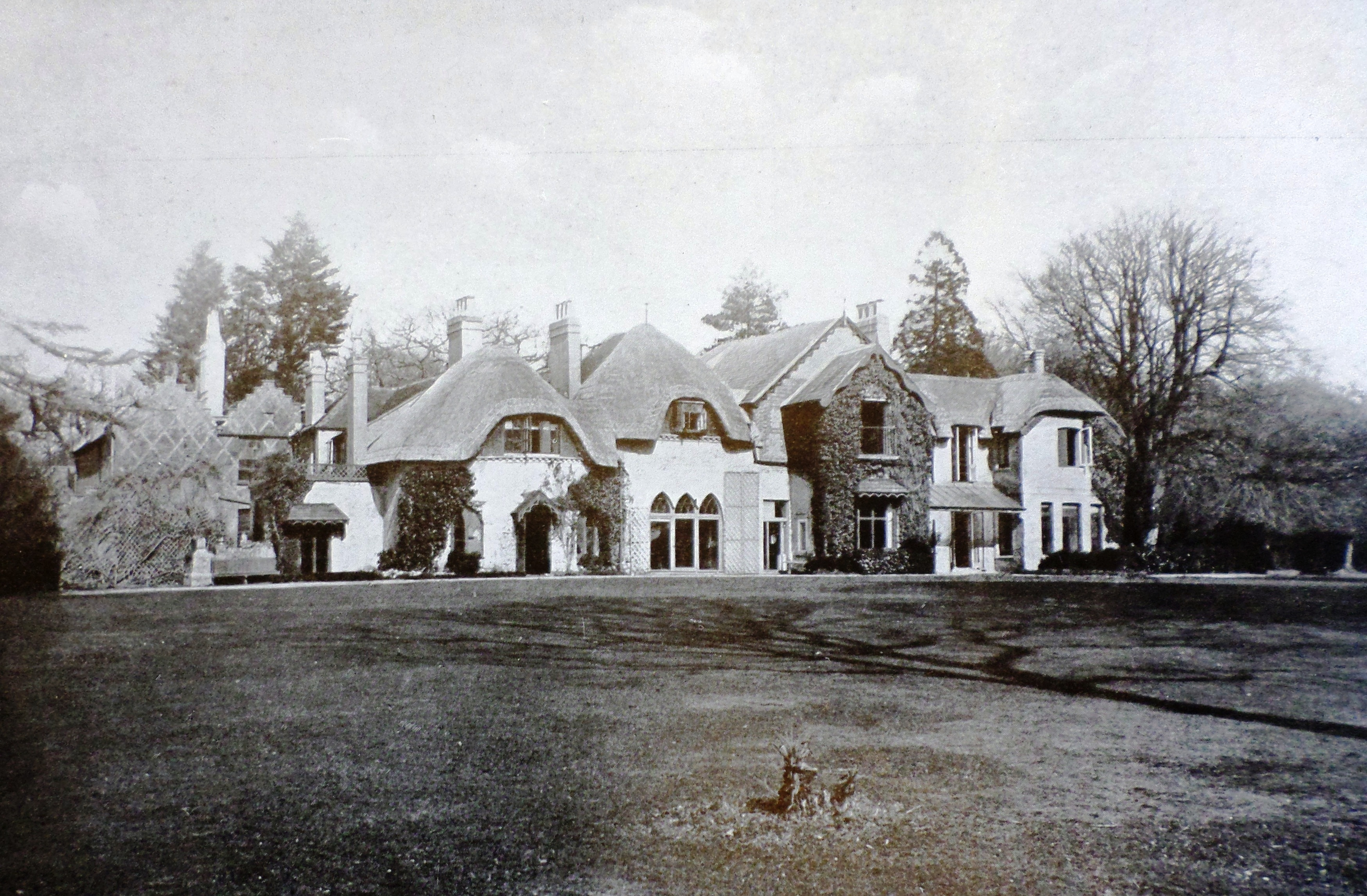
Woodend (1919)

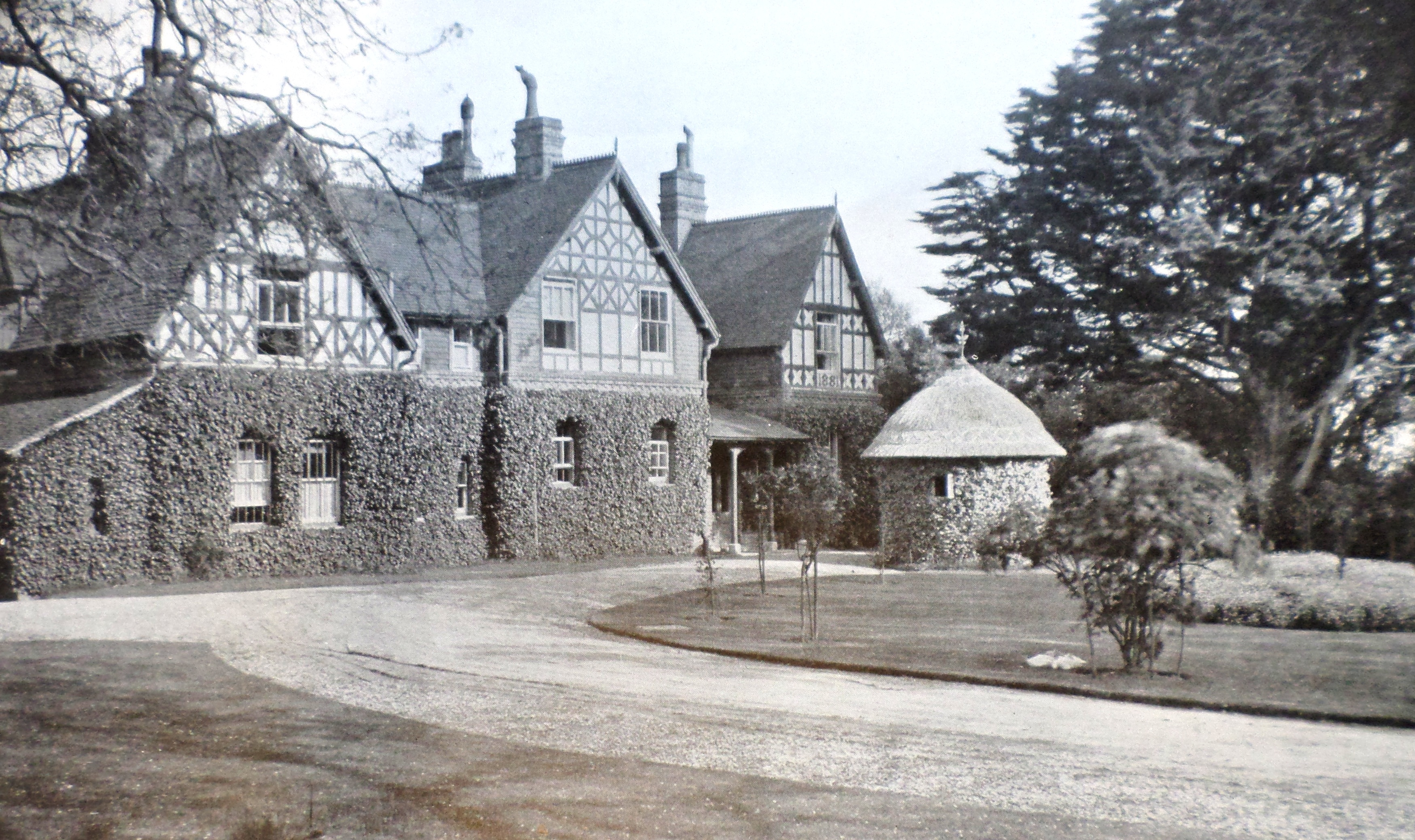
Hollandsfield (1919)

Después del divorcio de su marido, Langtry fue relacionada en la prensa popular con el príncipe Louis Esterhazy; compartían su tiempo juntos y ambos tenían interés en las carreras de caballos. Sin embargo, en 1899, Lillie (que ya contaba con 46 años de edad), se casó con Hugo Gerald de Bathe (1871-1940), de 28 años, hijo de Sir Henry de Bathe, 4th Baronet y de Charlotte Clare. Los padres de Hugo inicialmente no se habían casado, debido a las objeciones de la familia de Bathe. Vivían juntos y siete de sus hijos nacieron fuera del matrimonio. Se casaron después de la muerte del padre de Sir Henry en 1870, y Hugo fue su primer hijo nacido dentro del matrimonio, lo que lo convirtió en heredero del título de baronet.
La boda entre Langtry y Bathe tuvo lugar en la Iglesia de Saint Saviour, Jersey, el 27 de julio de 1899, siendo Jeanne Marie Langtry la única persona presente, aparte de los oficiantes. Esto fue el mismo día que el caballo de Langtry, Merman, ganó la Goodwood Cup.
En diciembre de 1899, Bathe se ofreció voluntariamente para unirse a las fuerzas británicas en la Guerra de los Bóeres. Fue asignado a la Brigada Roberts de Caballería con el grado de teniente. En 1907, a la muerte de su padre, Hugo se convirtió en el 5° Baronet, y Langtry se convirtió en Lady de Bathe.
De Bathe heredó propiedades en Sussex, Devon e Irlanda; las de Sussex estaban junto a la aldea de West Stoke, cerca de Chichester. Estas mansiones eran: Woodend, de 17 dormitorios sobre 71 acres (28,7 Ha); Hollandsfield, con 10 dormitorios y 52 acres (21 Ha); y Balsom's Farm, de 206 acres (83,3 Ha). Woodend se mantuvo como la residencia de los Bathe, mientras que el más pequeño Hollandsfield fue dejado.
Hoy en día los edificios conservan su apariencia de época, pero las modificaciones y adiciones que se han hecho después, los han convertido en un complejo multifuncional. Una de las casas se llama Langtry, y la otra Hardy. Las propiedades de Bathe fueron vendidas en 1919, el mismo año que Lady de Bathe se desprendió de "Regal Lodge".

## Últimos días

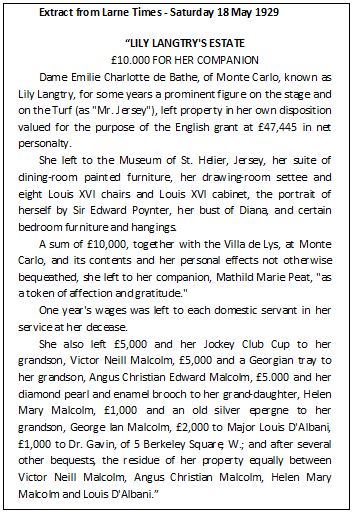
Reseña del Larne Times (18 de mayo de 1929) sobre el testamento de Lillie Langtry

Durante sus años finales, Langtry, como señora de Bathe, residía en Mónaco, mientras que su marido, Sir Hugo de Bathe, vivió en Vence, Alpes Marítimos. Los dos se veían con frecuencia en reuniones sociales o encuentros privados. Durante la Primera Guerra Mundial, Hugo de Bathe fue conductor de ambulancias de la Cruz Roja Francesa. Después de separarse de Langtry, se volvió a casar el 26 de noviembre de 1931 en Córcega con la danesa Deborah Warschowsk Henius.
La compañera más cercana de Langtry durante su estancia en Mónaco fue su amiga, Mathilde Marie Peate, la viuda de su mayordomo. Peate permaneció al lado de Langtry durante los últimos días de su vida, hasta que falleció en Monte Carlo por una neumonía. Langtry dejó a Peate 10 000 libras, la propiedad de Mónaco conocida como Villa le Lys, su ropa y sus automóviles.
Langtry murió en Mónaco al amanecer del 12 de febrero de 1929. Había dispuesto ser enterrada en la tumba de sus padres en la iglesia de Saint Saviour de Jersey. Debido al mal tiempo, el traslado hubo de retrasarse. Su cuerpo fue llevado a Saint Malo y desde allí a Jersey el 22 de febrero a bordo del vapor Saint Brieuc. Su ataúd permaneció esa noche en Saint Saviour rodeado de flores, y fue enterrada en la tarde del 23 de febrero. (Las fotos del funeral pueden verse aquí)

### Testamento
En su testamento, Langtry dejó 2.000 libras a un hombre joven que se había interesado en los últimos años de Langtry, llamado Charles Louis D'Albani (era hijo de un abogado de Newmarket, y había nacido en 1891). También dejó 1000 libras al doctor A. T. Bulkeley Gavin del 5 de Berkeley Square, Londres, médico y cirujano que trataba a pacientes ricos. Originalmente estaba incluida en el testamento la escritora Katherine Cecil Thurston, que murió en 1911 antes de que pudiera casarse con Bulkeley Gavin, quien la sustituyó por voluntad de Langtry en el documento.

## Influencia cultural y representaciones

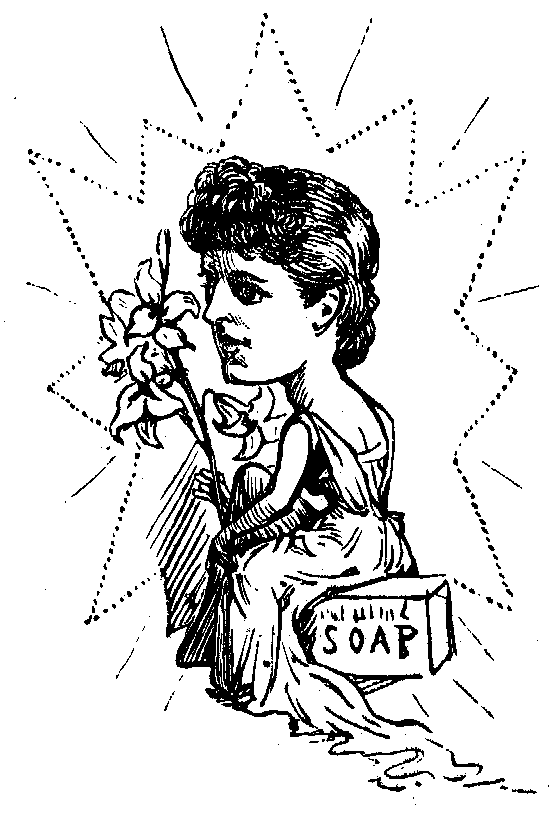
Caricatura de Langtry, en el Punch, Navidades de 1890: La caja en la que se sienta refleja su relación con los fabricantes de jabones y cosméticos.

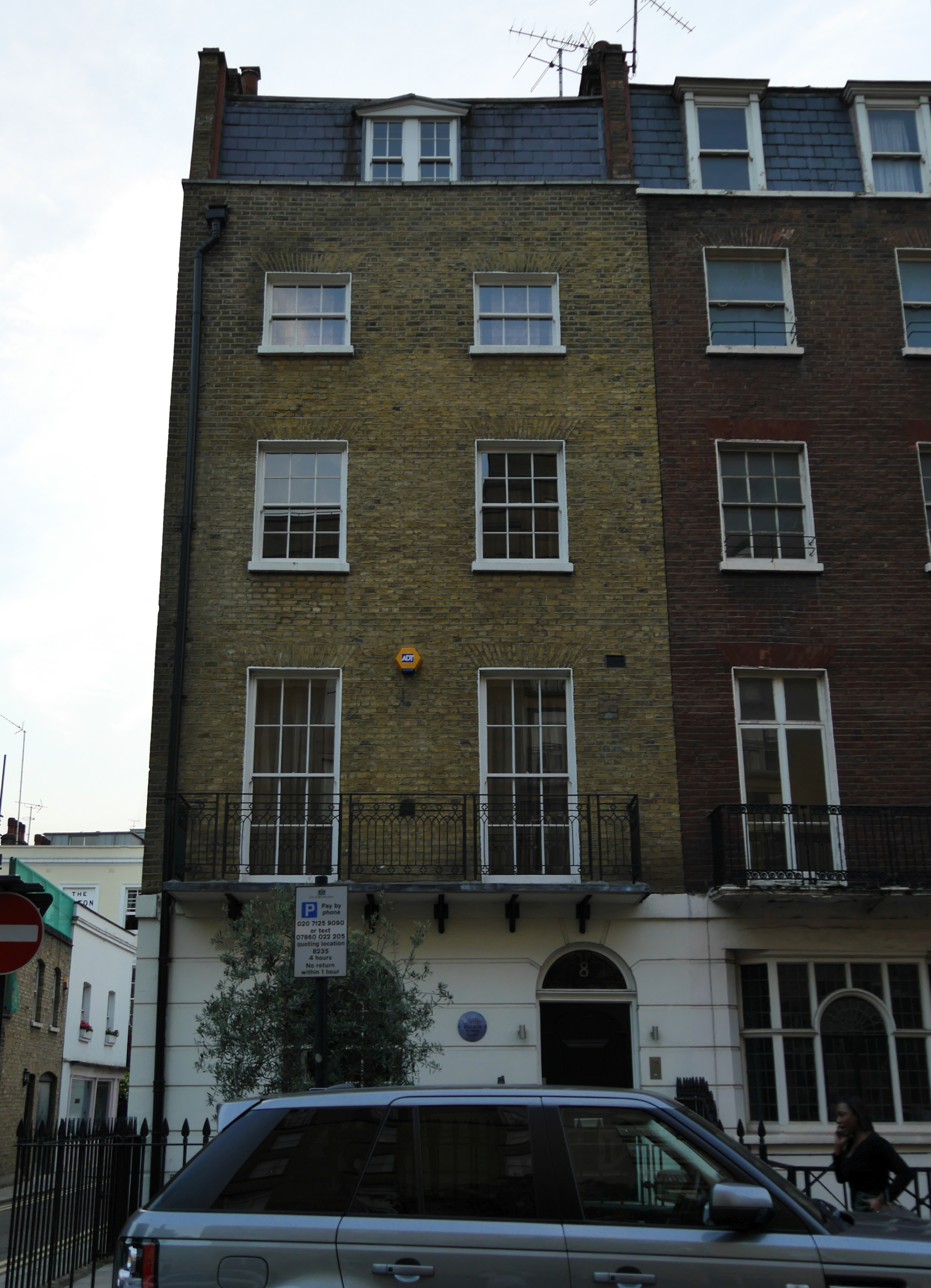
8 Wilton Place, Londres

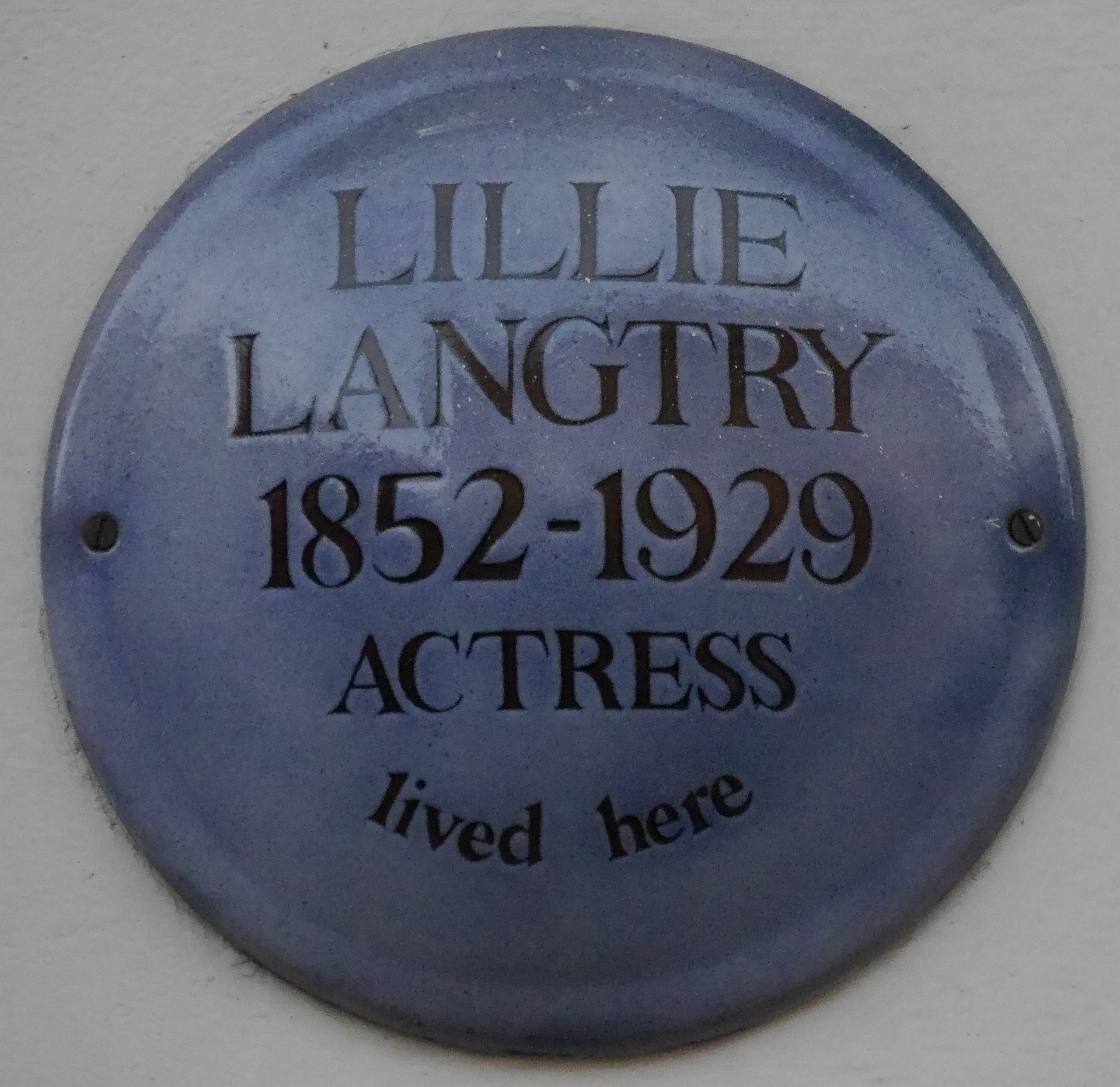
Placa. Lillie Langtry, 8 Wilton Place

- Langtry utilizó su alto perfil público como soporte de productos comerciales tales como cosméticos y jabón, siendo una de las primeras celebridades que desempeñaron este papel. Utilizó su famoso rostro de color marfil para generar ingresos, siendo la primera mujer en respaldar un producto comercial cuando anunció el Jabón Pears.[89]

En la película de Universal 1944  The Scarlet Claw, Lillian Gentry, la víctima del asesinato inicial, esposa del señor William Penrose y actriz, es una referencia oblicua al Langtry.
- La historia de Langtry ha sido retratada en varias películas. Lillian Bond encarnó a Langtry en  The Westerner (1940) y Ava Gardner en El Juez de la Horca (1972). El papel del juez Roy Bean fue interpretado por Walter Brennan en la primera película y por Paul Newman en la segunda.[90]

- En 1978, la historia de Langtry fue escenificada por la London Weekend Television y producida como  Lillie, protagonizada por Francesca Annis en el papel del título. Annis había interpretado previamente a Langtry en dos episodios de la  ATV de Edward the Seventh. Jenny Seagrove representó a Langtry en la película para la televisión de 1991  Incident at Victoria Falls.[90]

- Langtry es un personaje destacado en las novelas de ficción The Flashman Papers del aclamado escritor George MacDonald Fraser, en la que es señalada como examante del archivillano Harry Flashman, al que sin embargo, describe como uno de sus pocos amores verdaderos.[91]

- Langtry se utiliza como piedra de toque para hacer referencia a modales anticuados en la comedia de Preston Sturges The Lady Eve (1941), en una escena donde una mujer corpulenta deja caer su pañuelo al suelo y el héroe la ignora. Jean (Barbara Stanwyck) comienza a describir, comentar y anticiparse a los acontecimientos que se presencian reflejados en su espejo de mano. Jean dice: "¡El pañuelo caído! Esto no ha sido utilizado desde Lily Langtry... va a tener que recogerlo usted, señora... es una pena, pero él no está interesado por la carne, nunca lo verá." (Pirolini 2010).[92]

- En el episodio de  The Simpsons, "Burns' Heir", el teatro en el que se llevan a cabo las audiciones en finca de Burns se llama el "Teatro de de Lillie Langtry".[93]

- Langtry es un destacado personaje en la obra Sherlock Holmes y el caso del Jersey Lily de Katie Forgette. En este trabajo, ella es chantajeada por su relación pasada con el Príncipe de Gales, con cartas íntimas como prueba. Ella, junto con su amigo Oscar Wilde, emplean a Sherlock Holmes y al Dr. Watson para investigar el asunto.[94]
- En la película The Hateful Eight (2015), el mayor Marquis Warren (interpretado por Samuel L. Jackson) hace referencia a Lilly Langtry como ejemplo de persona muy famosa.

## Lugares relacionados con Lillie Langtry
Tras su primer matrimonio en (1874), Edward y Lillie Langtry fueron dueños de una propiedad llamada Cliffe Lodge en Southampton.
Langtry vivió en el 21 Pont Street, Londres desde 1892 a 1897. Aunque desde 1895 el edificio estuvo funcionado como el Cadogan Hotel, Langtry mantuvo allí su antiguo dormitorio. Una placa azul (que indica erróneamente que nació en 1852) en el hotel conmemora este heccho, y el restaurante del hotel se llama 'Langtry' en su honor.
A pocos pasos de Pont Street está la casa en el número 2 de Cadogan, lugar en el que vivió en 1899.
De 1886 a 1894, fue propietaria de una casa en Manhattan en la confluencia de las calles 362 Oeste y 23, un regalo de Frederick Gebhard.
Langtry tenía una vivienda en Alexandra Road llamada Leighton House, posiblemente demolida en la década de 1970 para dar paso a la Alexandra Road Estate. Es recordada en la zona dando su nombre a Langtry Walk y a un pub local.

## Barco de vaporWhite Ladye

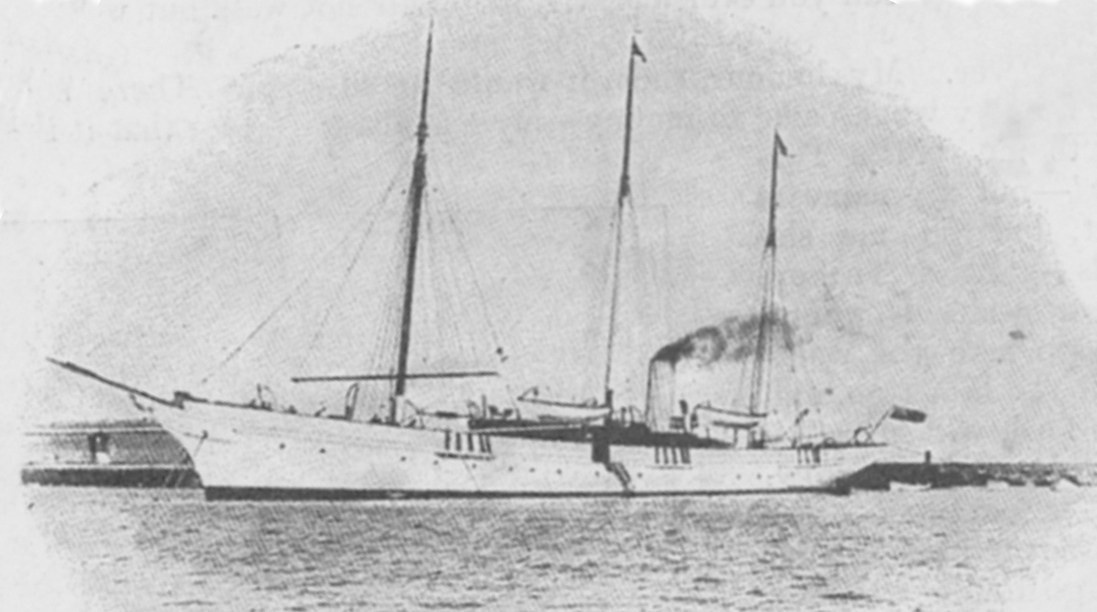
The White Ladye

Langtry fue propietaria de un lujoso yate con propulsión de vapor auxiliar llamado White Ladye desde 1891 hasta 1897. El yate fue construido en 1891 para Lord Asburton por Ramage y Ferguson de Leith, y fue diseñado por C. W. Storey. Tenía 3 mástiles, con 204 pies (64 m) de eslora y 27 (8,2 m) de manga. Estaba propulsado por un motor de vapor de 142 caballos. Su nombre original fue Ladye Mabel.
En 1893, Ogden Geolet arrendó la embarcación de Langtry y la utilizó hasta su muerte en 1897. Se subastó y pasó a ser propiedad de John Lawson Johnston, el creador del concentrado de carne Bovril, quien fue su propietario hasta su muerte a bordo en Cannes (Francia) en 1900.
De 1902 a 1903, el yate fue registrado en el Lloyd's Yacht Register como propiedad del naviero William Cresswell Gray (Tunstall Manor, West Hartlepool), hasta 1915. Posteriormente aparece como el barco de arrastre francés La Champagne basado en Fécamp. Finalmente fue desguazado en 1935.